# Liste der Bodendenkmäler in Rannungen
Auf dieser Seite sind die Bodendenkmäler in der unterfränkischen Gemeinde Rannungen zusammengestellt. Diese Tabelle ist eine Teilliste der Liste der Bodendenkmäler in Bayern. Grundlage ist die Bayerische Denkmalliste, die auf Basis des Bayerischen Denkmalschutzgesetzes vom 1. Oktober 1973 erstmals erstellt wurde und seither durch das Bayerische Landesamt für Denkmalpflege geführt wird. Die folgenden Angaben ersetzen nicht die rechtsverbindliche Auskunft der Denkmalschutzbehörde.

## Bodendenkmäler der Gemeinde Rannungen

### Bodendenkmäler in der Gemarkung Rannungen
| Lage                 | Objekt | Akten-Nr.     | Bild |
| -------------------- | --- | ------------- | ---- |
| Rannungen (Standort) | Bestattungsplatz mit Grabhügel vorgeschichtlicher Zeitstellung. | D-6-5827-0002 |      |
| Rannungen (Standort) | Bestattungsplatz mit Grabhügeln vorgeschichtlicher Zeitstellung. | D-6-5827-0003 |      |
| Rannungen (Standort) | Siedlung der Linearbandkeramik, des Mittelneolithikums, der Urnenfelderzeit, der Hallstattzeit und der jüngeren Latènezeit sowie Brandgräber der Urnenfelderzeit.                                                                      | D-6-5827-0007 |      |
| Rannungen (Standort) | Siedlung des Mittelneolithikums. | D-6-5827-0008 |      |
| Rannungen (Standort) | Siedlung der Linearbandkeramik, des Mittelneolithikums und der Urnenfelderzeit. | D-6-5827-0030 |      |
| Rannungen (Standort) | Siedlung des Neolithikums. | D-6-5827-0034 |      |
| Rannungen (Standort) | Untertägige Teile der frühneuzeitlichen Katholischen Pfarrkirche St. Bonifatius in Rannungen, Fundamente mittelalterlicher Vorgängerbauten sowie Körpergräber des Mittelalters und der Neuzeit. Siehe auch: St. Bonifatius (Rannungen) | D-6-5827-0063 |      |